# Nako (departamento)
Nako es un departamento de la provincia de Poni, en la región Suroeste, Burkina Faso. A 1 de julio de 2018 tenía una población estimada de 35 817 habitantes.
Se encuentra ubicado al suroeste de la capital del país, Uagadugú, y cerca de la frontera con Costa de Marfil y Ghana.